# Nola apera
Nola apera är en fjärilsart som beskrevs av Druce 1897. Nola apera ingår i släktet Nola och familjen trågspinnare. Inga underarter finns listade i Catalogue of Life.